# Exploatarea Minieră Bărbăteni
Exploatarea Minieră Bărbăteni a fost o exploatare minieră aflată pe teritoriul satului Bărbăteni din județul Hunedoara.
Lucrările de deschidere la mina Bărbăteni au început în anul 1965. Cu această ocazie s-au introdus, pentru prima dată în Valea Jiului, stâlpii hidraulici cu pompă centrală și grinzile articulate de 1,25 m lungime

Producția de cărbune extrasă era transportată la Preparația Lupeni cu ajutorul unui flux de benzi rulante. În luna decembrie 1998 s-a propus trecerea în conservare a minei, dar mina a continuat să funcționeze ca sector al minei Lupeni, după ce la 1 octombrie 2005, Exploatarea Minieră Bărbăteni a fost desființată ca unitate de sine stătătoare.
Prin Hotărârea de Guvern Nr. 644 din 20 iunie 2007 s-a aprobat închiderea definitivă a minei.